# جيمي موليسا
جيمي موليسا (بالإنجليزية: Jimmy Mulisa) (مواليد 3 أبريل 1984 في كيغالي) لاعب كرة قدم رواندي دولي يجيد اللعب في خط الهجوم . يلعب حاليا لصالح نادي بياترا نيامتس الروماني من سنة 2010 .

## روابط خارجية
- جيمي موليسا على موقع الاتحاد الدولي (مؤرشف)  (الإنجليزية)
- جيمي موليسا على موقع قاعدة بيانات كرة القدم.إي يو (الإنجليزية)
- جيمي موليسا على موقع ناشيونال فوتبول تيمز (الإنجليزية)
- جيمي موليسا على موقع Soccerway.com (الإنجليزية)
- جيمي موليسا على موقع عالم كرة القدم.نت (الإنجليزية)